# Тверицы (Ярославль)
Твери́цы — посёлок в заволжской части Ярославля. Расположен на берегу Волги, напротив исторического центра города. Первое заволжское поселение, вошедшее в состав города.

## История

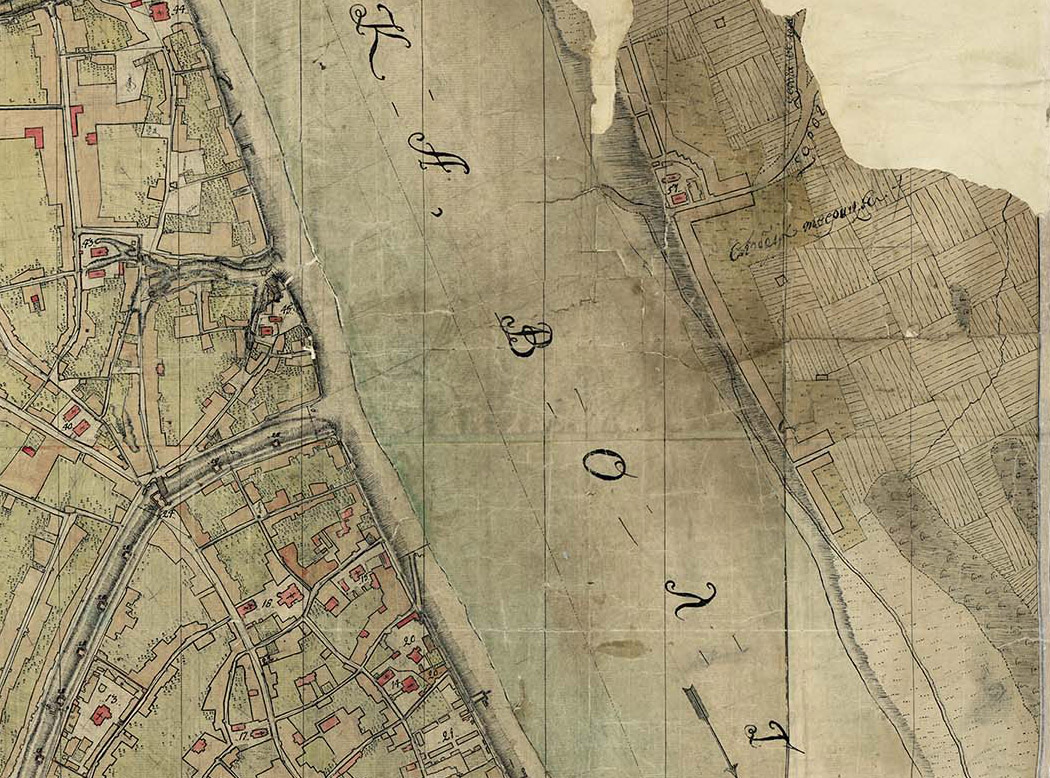
Слобода Тверицы на плане Ярославля, 1768 год

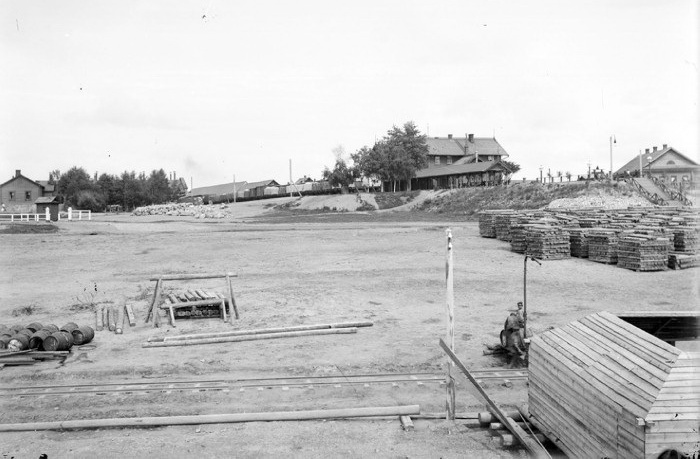
Вид на вокзал станции Урочь, 1894 год

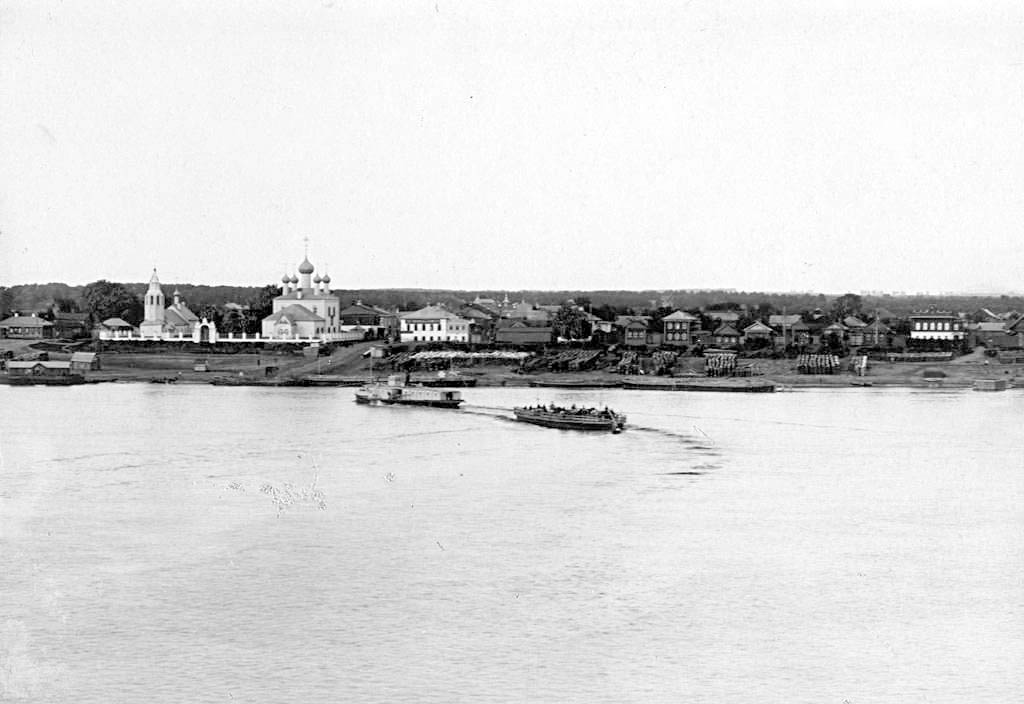
Вид на Тверицы, 1900-е

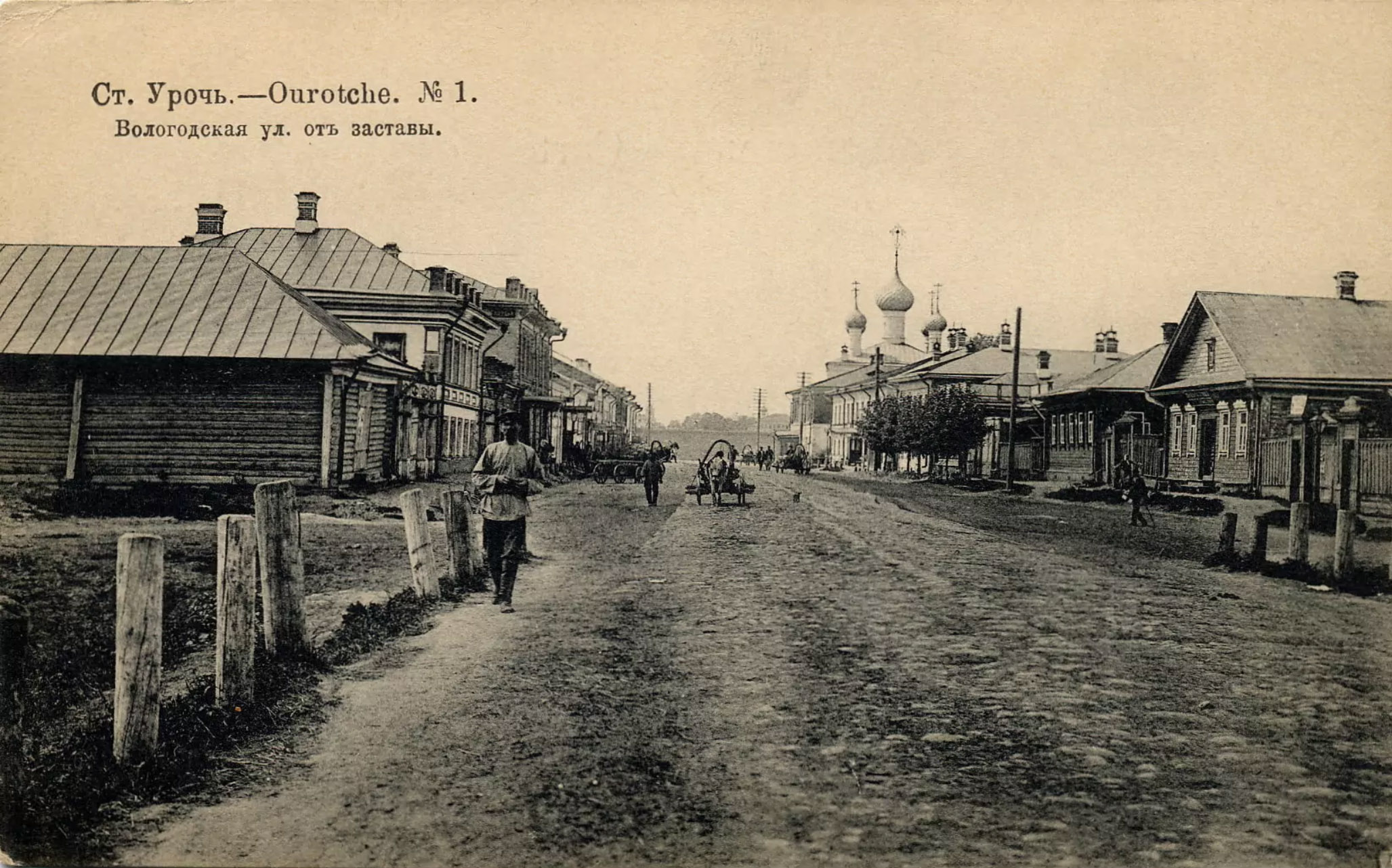
Вид на Вологодскую улицу от заставы, 1903 год

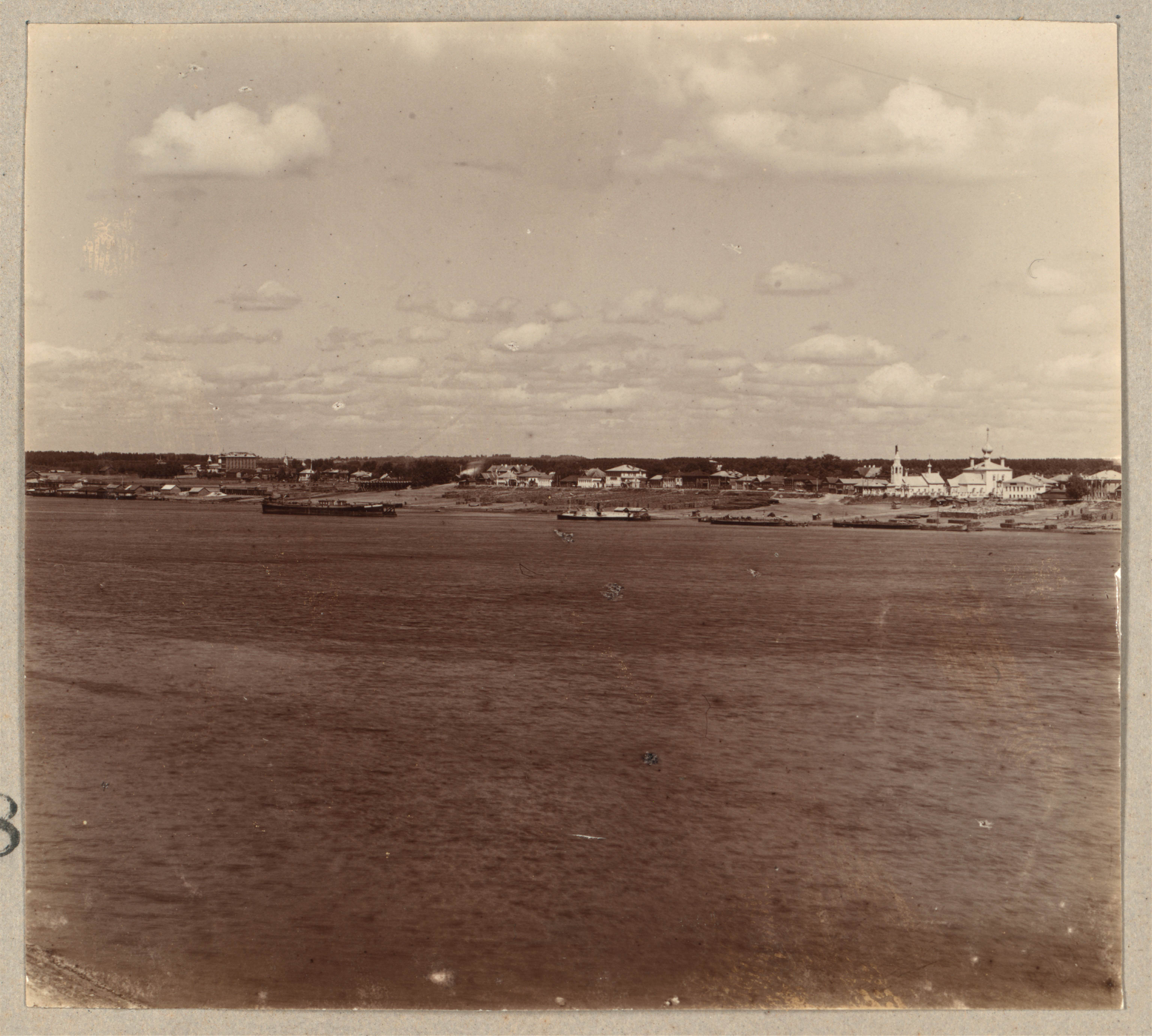
Вид на Тверицы и Рогово в 1910 году. Фотография С. М. Прокудина-Горского

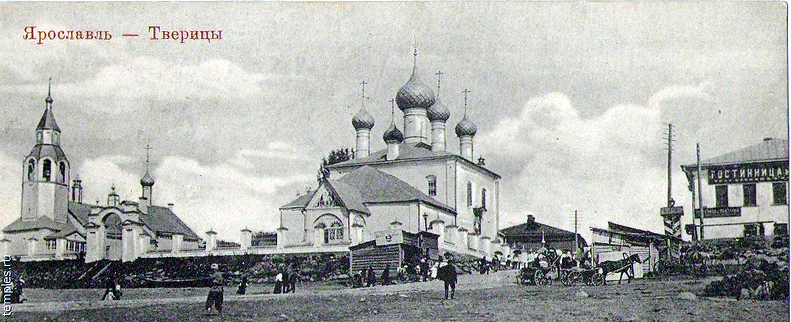
Храмы Тверицкого прихода в начале XX века

### XIV—XVII века
Тверицкая слобода была основана в 1375 году около древней деревни Худяково. Первыми её жителями были воины, переселённые из Тверского княжества, соперничавшего в те годы с Московским, союзником которой было Ярославское княжество. От первых жителей — тверичей — слобода и получила своё название.
Со времён средневековья в Тверицах располагалась перевалочная грузовая пристань — часть торгового пути из Вологды, а затем и Архангельска в центральную Россию. В XVI—XVII веках через этот путь шла большая часть русской внешней торговли, что способствовало развитию слободы.
О времени постройки первой в слободе церкви сведений не сохранилось, известно лишь, что в XVI веке в Тверицах уже была своя церковь, освящённая во имя святой Троицы. В 1652 к северу от Троицкой была построена зимняя церковь, освящённая во имя Зосимы и Савватия Соловецких.
Из описи 1631 года известно, что в слободе тогда было 32 двора. Из них 2 домовладельца были торговцами мелочью, 2 солодениками, по одному — угольник, плотник, сапожник, кожевник, масленик, калачник, сырейщик, столяр, скорняжник и самопальник.
В 1684 году Тверицкая слобода вошла в состав города. На Вологодской дороге у въезда в слободу была построена Вологодская застава. Отсюда же начинался и путь из Ярославля в Кострому — Костромская Луговая дорога.
В 1689—1693 на средства купца И. И. Кемского было выстроено новое кирпичное здание Зосимосавватиевской церкви.
С 1693 года Тверицкая пристань стала частью учреждённого Петром I Московско-Архангельского тракта. До окончания Северной войны через этот путь шла вся торговля со странами Западной Европы.

### XVIII век
В XVIII веке слобода застраивалась вдоль Волжской набережной, начала Вологодской дороги (позже получившего название Вологодская улица) и Волгского переулка. При перестройке Ярославля по регулярному плану слобода была разделена на 6 кварталов. К концу XVIII века в Тверицах уже было 17 каменных домов, на южной окраине слободы работали два купоросных завода купца Ивана Кочурова, пилная мельница купца Андрея Балова, а также частные и казённые кирпичные заводы.
В 1771 году на месте старой Троицкой церкви был построен большой кирпичный пятиглавый храм в формах ярославского зодчества XVII — 1-й половины XVIII веков. В трапезной были освящены Ильинский и Никольский приделы. Рядом с церковью, в юго-восточном углу ограды, построена одноглавая Троицкая часовня. При храме открыта богадельня.
С 1772 года Тверицкое кладбище стало одним из трёх, разрешенных городскими властями (вместе с Владимирским и Туговским).

### XIX век
В 1-й половине XIX века застройка развивалась в основном вдоль Вологодской улицы и Волжской набережной. Село Савино фактически стало продолжением Твериц, оставаясь за чертой города. Купцом Тимофеем Камириловым в слободе построены мукомольные и лесопильные мельницы.
Во 2-й половине XIX века слобода стала быстро расти. В Тверицах появились новые улицы, в основном вдоль набережной — 1-я, 2-я и 3-я Тверицкие, застраивается Архангельская улица. Для борьбы с пожарами был сформирован пожарный обоз, в 1864 году для него построено специальное здание; вскоре на его основе организовано Тверицкое пожарное отделение.
В 1871 году Саввой Мамонтовым, понимавшим важность связи центра страны с Русским севером, была построена в Тверицах железнодорожная станция Волга (в 1890-х переименованная в Урочь), от которой начиналась узкоколейная линия Ярославль — Вологда. При станции был построен посёлок, получивший название Новотроицкая слобода — по принадлежности жителей к приходу Троицкой церкви. Для детей работников в посёлке была открыта школа. Рядом с Тверицами было построено Урочское паровозное депо с железнодорожными мастерскими.
В 1890-х железная дорога была продлена до Архангельска. Станция Урочь, получившая стратегическое значение, стала быстро развиваться. Были построены новые дома для начальника станции, для учителей, трехэтажное кирпичное здание станционной конторы, на верхних этажах которого жили семьи инженеров и служащих; проложен водопровод, разбит фонтан, устроена булыжная мостовая. В целом территория станции и посёлка при ней отличалась непревзойденным в здешних местах благоустройством.
15 октября 1876 было открыто Тверицкое начальное городское училище. С 1883 года в нём появилось параллельное отделение.
В 1880-е купец И. С. Кашин открыл в Тверицах валено-сапожную фабрику (существующую и поныне).
В 1893 году на Тверицком кладбище купцом И. И. Байбородиным была построена большая каменная часовня в русском стиле с двухъярусной звонницей, освящённая во имя иконы Божией Матери «Всех Скорбящих Радость».

### Начало XX века
В начале века в Тверицах появились новые улицы — Северная, 4-я, 5-я, 6-я Тверицкие, Кладбищенская, Малая Архангельская.
Кроме валено-сапожной фабрики И. С. Кашина работали льноткацкая фабрика Полетаева, завод Смирнова, кирпичные заводы В. Я. Баушева и Н. А. Шитова, химический и мукомольный заводы А. А. фон Рюгена и другие предприятия. На Вологодской улице и Волжской набережной были открыты многочисленные магазины, гостиницы, трактиры, чайные и пивные.
С 1 апреля 1900 года железная дорога стала государственной, поэтому построенная в том же году в посёлке при станции новая школа для детей железнодорожников стала министерским училищем (школа проработала в этом здании до 2019 года).
1 октября 1901 в Тверицах было открыто отделение Ярославского Вольного пожарного общества, насчитывавшее 50 человек.
В 1905 году в Тверицах открыта первая электростанция, в домах появилось электрическое освещение. С 1912 года появилось освещение и на тверицких улицах.
В мае 1906 года в Тверицах открылась бесплатная лечебница, обслуживающая жителей посёлка и окрестных деревень и сёл. Врачи оказывали оказывали медицинскую помощь как в самой лечебнице, так и выезжали на дом по первому требованию. В том же году В. В. Плаксиной открыта вторая в этой части города аптека, поблизости от уже существовавшего филиала аптеки М. Ю. Моргена. В 1916 году Б. Г. Гиршберг открыла третью аптеку.
В 1907 году Спасской старообрядческой общиной под руководством Ф. А. Гагарина и В. Ф. Шмырова в Тверицах был открыт молитвенный дом. В 1911 году к нему была пристроена колокольня.
В 1908 году А. И. Кандыбовым в Тверицах открыта общественная баня.
1 ноября 1909 года открыто 2-е Тверицкое начальное городское училище. На следующий год 1-е и 2-е городские училища переехали во вновь выстроенное 3-этажное школьное здание (ныне — пр-т Авиаторов, 3). В память 200-летия со дня блаженной кончины Святого Дмитрия Ростовского училища получили названия 1-е и 2-е Свято-Дмитриевские. В сентябре 1912 года в том же здании открыто 3-е Свято-Дмитриевское училище.
В 1910-м в Тверицах открылась новая новая амбулатория и отделение сберегательной кассы. В 1912-м построено новое здание пожарного депо с каланчой вместо обветшавшего старого. В 1914 году Н. П. Соколовым в Тверицах открыт первый кинотеатр.
В 1911—1913 годах через Волгу был построен железнодорожный мост, а железная дорога до Вологды переложена на широкую колею. После открытия сквозного движения от Москвы до Вологды станция Урочь стала тупиковым пунктом, утратившим своё прежнее значение. По меньшей мере до 1917 года на изолированном участке узкоколейки от Урочи до Филино (ближайшей станции широкой колеи) существовало пассажирское движение. В 1921 году станция Урочь была упразднена.

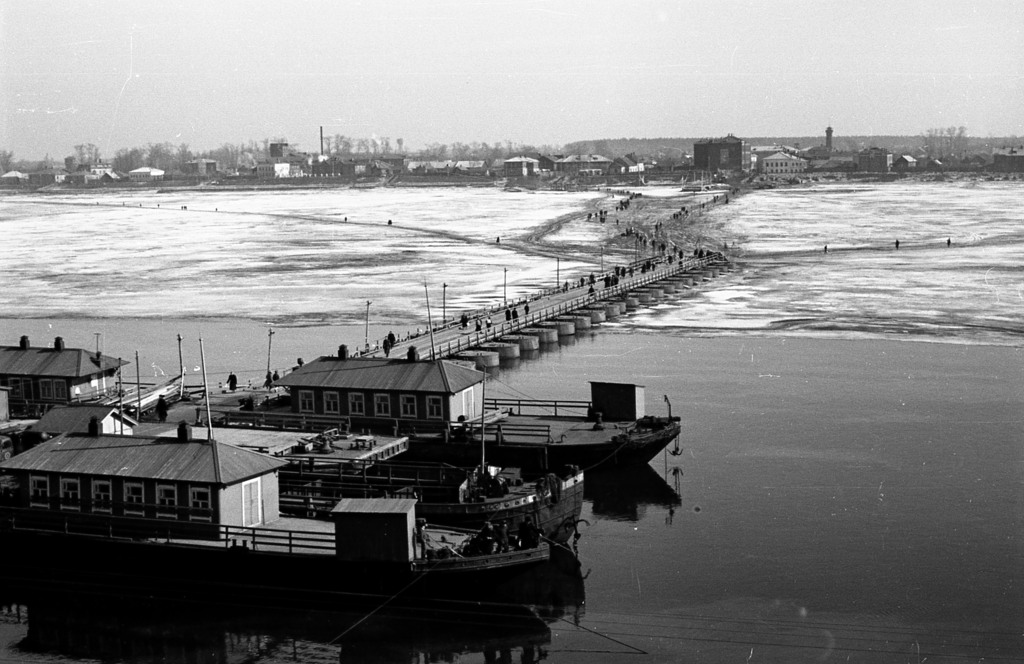
Вид на Тверицы, 1960-е годы

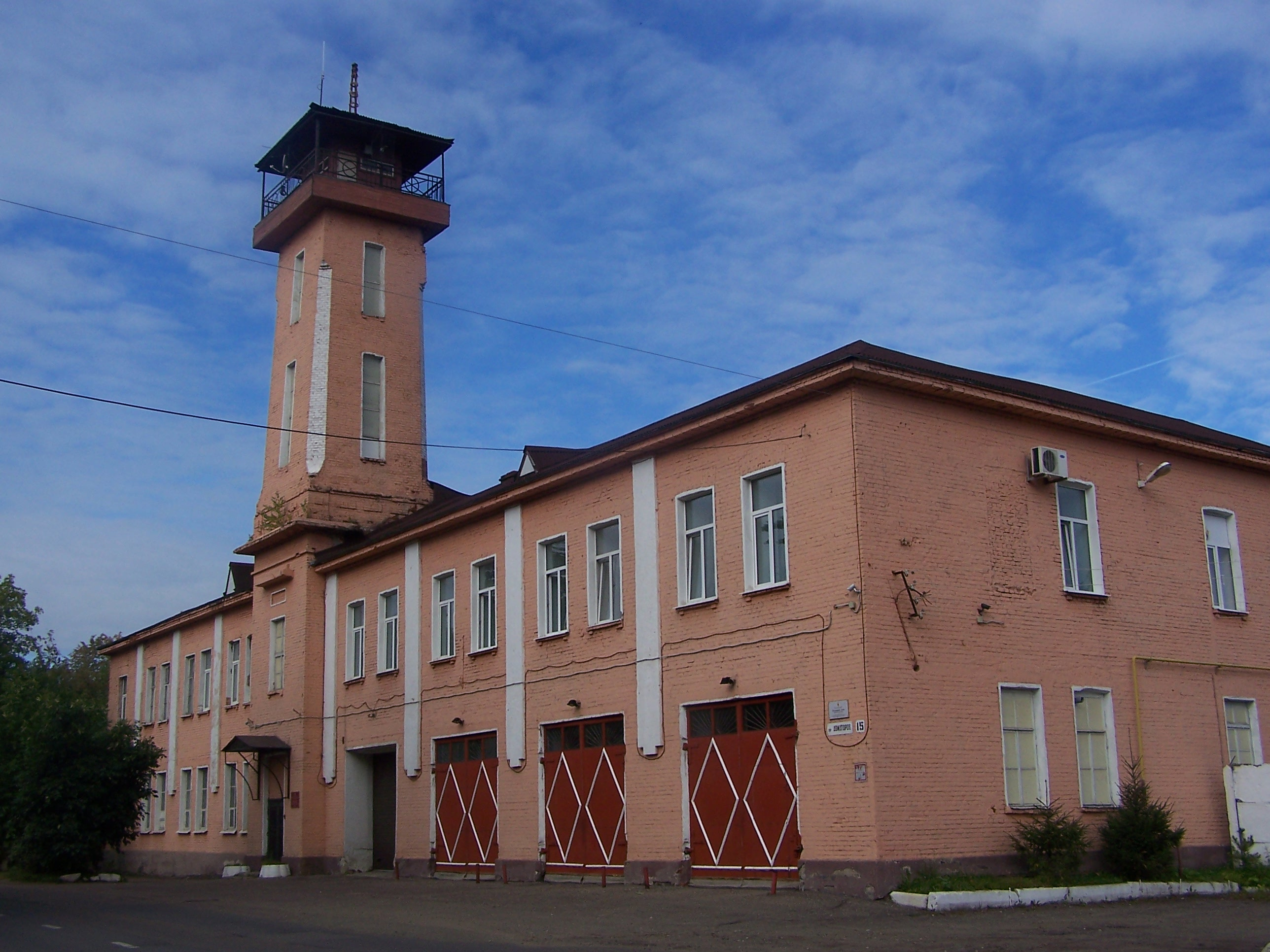
Пожарное депо

### Советское время
В 1918 году в результате артиллерийского обстрела Ярославля коммунистами большая часть Твериц была разрушена. Кварталы вдоль Волги были полностью сожжены, немногие сохранившиеся каменные дома сильно пострадали. После захвата города большевиками многие жители были убиты, остальные остались без крова.
В первые годы советской власти 1-е и 2-е Свято-Дмитриевские училища были переименованы в 1-е и 2-е Советские. Валяно-сапожная фабрика И. С. Кашина переименована в «Упорный труд». Волжский переулок переименован в Сквозной. 4-я (Заволжская) часть Ярославля переименована в Тверицкий район.
В 1920-е советские власти продолжили переименование тверицких улиц: в 1924 году Большую Архангельскую переименовали в Союзную; в 1927 году Новотроицкую — в Червонную, 2-ю Новотроицкую — в Болотную, Новотроицкий переулок — в Торфяной, Абрамов переулок — в Односторонку.
В 1918—1929 годах Тверицы были административным центром Тверицкой волости Ярославского уезда, не входя в её состав.
В середине 1920-х годов от Кладбищенской улицы вдоль железнодорожной ветки (построенной в 1860-х годах к пристаням на Волге) была проложена дорога к Ляпинской электростанции и возникшим рядом с ней посёлкам. В 1930-х по правую сторону Кладбищенской улицы за железнодорожным полотном стал строиться посёлок для рабочих, разделённый переулками, получившими по улице названия 1-14-й Кладбищенские переулки. В октябре 1938 года Кладбищенскую улицу и переулки переименовали в улицу и переулки Маяковского, а посёлок вдоль улицы — в посёлок Маяковского. В 1939 году для детей рабочих рядом с кладбищем открыта школа (ныне — № 46).
В старой части Твериц был разобран водопровод, разрушен фонтан, здание вокзала переделали в коммуналку (в начале 1970-х оно было разобрано). Новая застройка велась в основном вдоль Архангельской улицы, 5-й Тверицкой и 2-й Тверицкой (в начале 1940-х её новую часть переименовали в улицу Стопани).
В 1930-х обе тверицкие церкви, обе часовни и молитвенный дом были закрыты советскими властями. У храма Зосимы и Савватия сломали главу и колокольню, заняли под прачечную. Тверицкий храм и Тверицкую часовню полностью разрушили, позже на их месте был выстроен жилой дом. Скорбященскую часовню на кладбище сначала заняли под производство, потом забросили, основную часть здания растащили на кирпичи; к настоящему времени от часовни осталась лишь полуразрушенная колокольня без купола.
В 1960-е в Тверицах был построен кинотеатр «Дружба» (снесён в 2015). В 1963-м открыт первый детский сад.

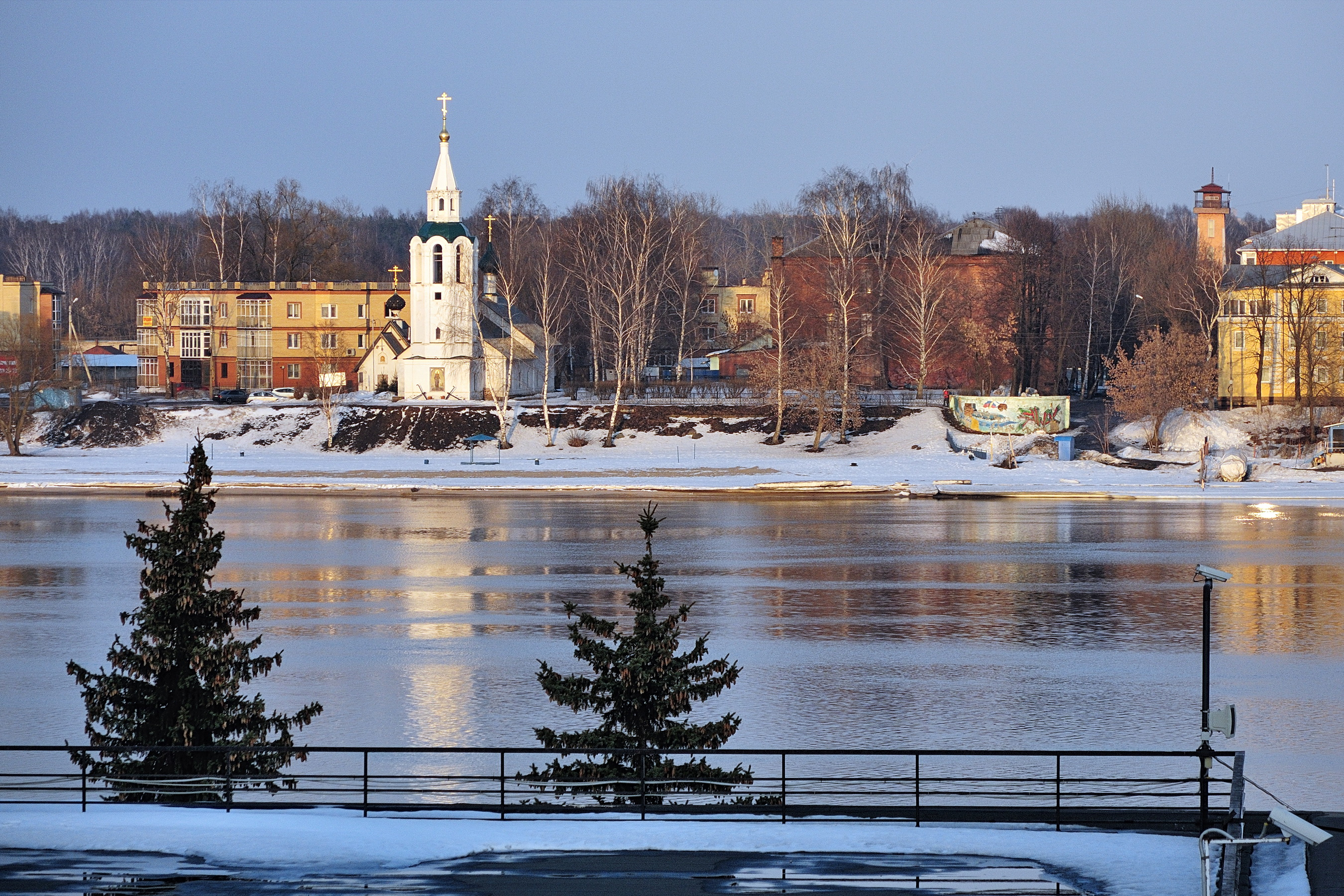
Вид на Церковь Зосимы и Савватия, 2017 год

### План Больших Твериц
В конце 1980-х разрабатывались планы строительства жилого района «Тверицы», предусматривающие снос практически всей имеющейся застройки посёлков Тверицы, Савино и Проскуряково. На территории от Октябрьского моста до посёлка Парково и от Волги до улицы Маяковского предполагалось построить 12 микрорайонов с многоэтажной застройкой, комплекс учебных зданий и общежитий Ярославского государственного университета, научный центр и общественно-культурную зону Академии наук СССР, текстильно-галантерейную фабрику, торговые центры и другие объекты.
О грандиозных планах ныне напоминают возвышающееся над домами в бывшем Савино здание математического факультета ЯрГУ и стоящее в поле 9-этажное студенческое общежитие.

### Постсоветское время
В 1999 году Зосимосавватиевскую церковь в аварийном состоянии вернули верующим. В начале 2010-х церковь была восстановлена.
На протяжении 2000—2010-х годов жители Твериц вели упорную борьбу с попытками мэрии города продать землю в посёлке под многоэтажную застройку.

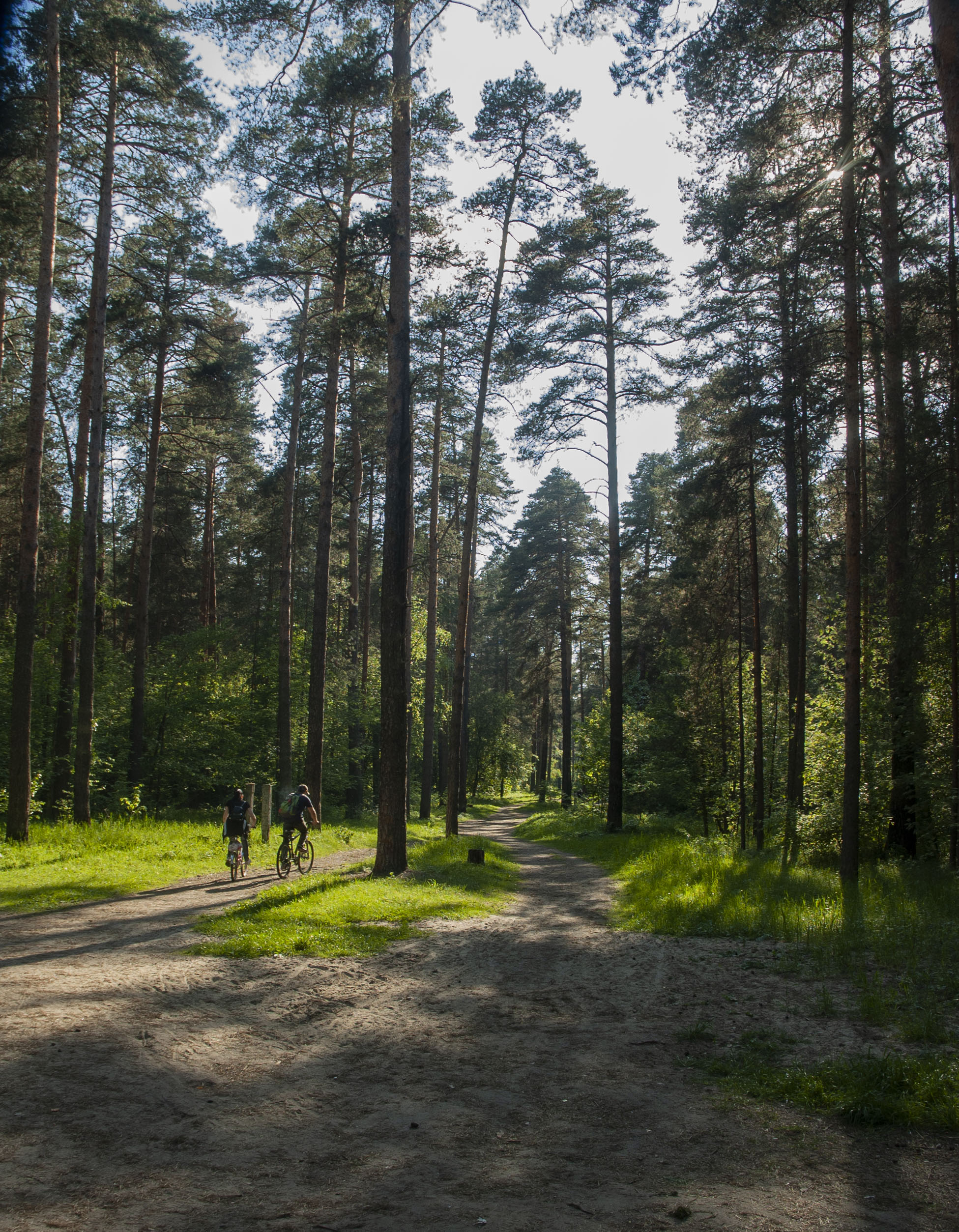
Тверицкий бор

## Тверицкий бор
В 1840-е годы на выгонной земле Тверицкой слободы стали сажать сосны, со временем ставшие бором, получившим по слободе название Тверицкий. С 1870 года городская управа стала принимать меры к охранению леса и воспрещению рубить его. В 1893 году на заседании Ярославского лесоохранительного комитета было принято решение об охране принадлежащего городу Тверицкого бора.
В 1940-м году советские власти планировали переименовать Тверицкий бор в «парк культуры и отдыха имени Маяковского». В 1966 бор был повторно поставлен на государственную охрану как памятник природы.
В настоящее время Тверицкий бор занимает около 82 гектаров. Растут в нём, преимущественно, сосны, по периметру встречаются и другие породы — ивы, клёны, жёлтая акация, липы. В плане бор имеет прямоугольную форму, сильно изрезан пешеходными дорожками. Главная аллея, направленная с северо-востока на запад, связывает Заволжский жилой район с Тверицами. Средний возраст сосен около 160—180 лет. Постепенно на территорию бора внедряется многоэтажная жилая застройка.

## География
Посёлок расположен на низкой террасе долины реки Волги, частично на месте осушённых болот, местами ещё сохранившихся. С запада ограничен Волгой; с севера — въездом на Октябрьский мост (за ним расположен посёлок Рогово), улицами Дачной и Мостецкой; с запада — улицей Маяковского (за ней расположен посёлок Маяковского); с южной стороны граничит с посёлком Савино. Через северную окраину Твериц протекает река Урочь.

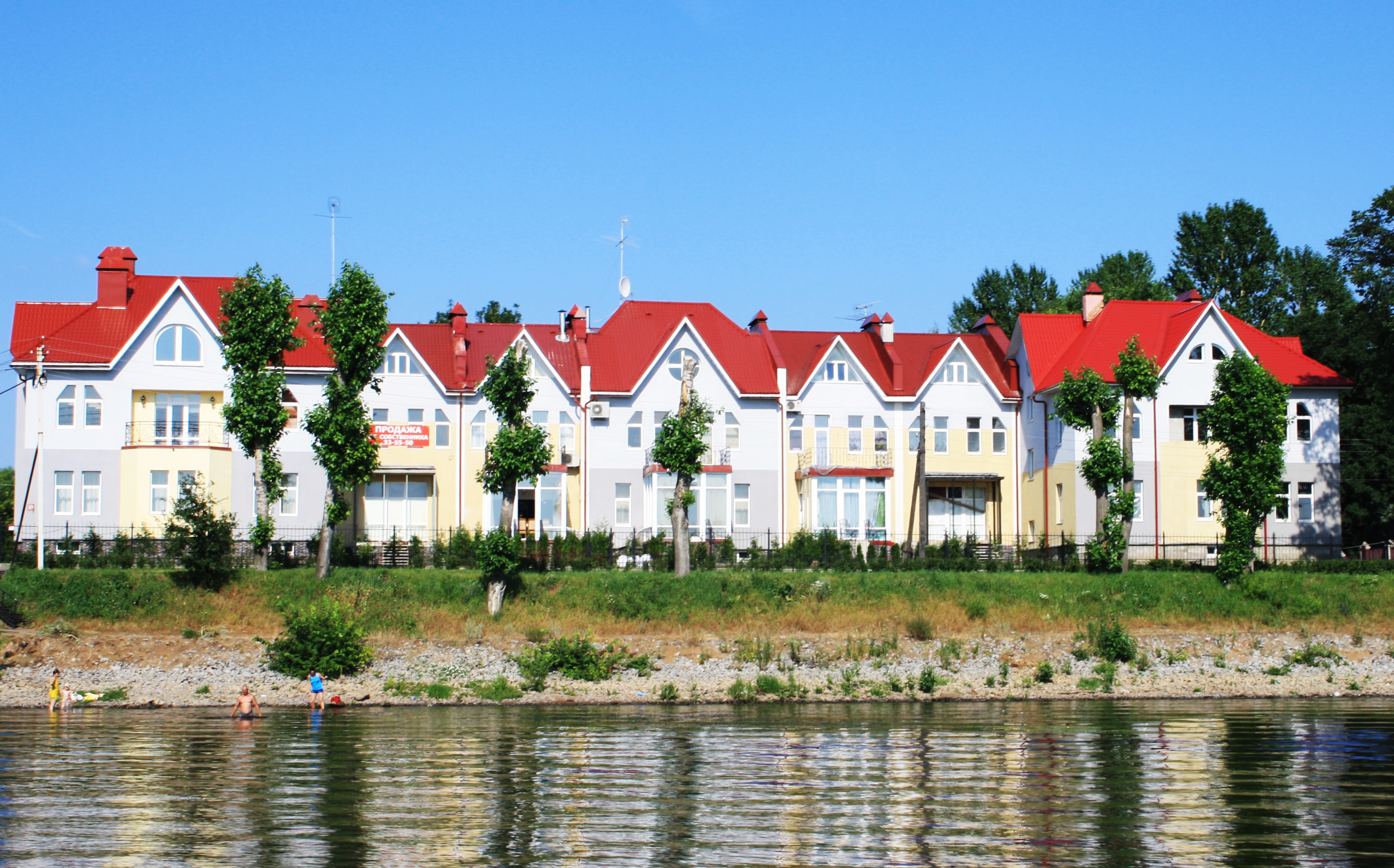
Таунхаусы в Тверицах

### Улицы
Вдоль Волги: Тверицкая набережная, улицы Червонная, Болотная, 1-6-я Тверицкие, Союзная, Северная, Седова, Заливная, Маяковского, Стопани.
Поперёк Волги: улица Станция Урочь, проспект Авиаторов, переулки Короткий, Вологодский, 2-й Тверицкий, Сквозной, 1-15-й Маяковского.

## Инфраструктура

### Образование и спорт
- Основная школа № 46
- Детский сад № 173
- Муза детства (частный детский сад)

### Культура и отдых
- Историко-краеведческий музей "Тверицкая слобода"
- Теннисный клуб «На Дачной»
- Тверицкая баня (бывшая Баня № 3)
- Досуговый центр «Вверх»

### Транспорт
Автобусные маршруты №№ 27 (ЯШЗ — Софийская церковь), 29 (Машприбор — Тверицы).

## Достопримечательности
- Храм Зосимы и Савватия в Тверицах
- Церковь Софии Премудрости Божией
- Здание водонапорная башни, построенной в 1878 году при станции Урочь для заправки тендеров паровозов (объект культурного наследия регионального значения)[21].